# Lashovë
Lashovë – wieś położona w południowo-wschodniej części Albanii w gminie Qendër Leskovik. Wieś znajduje się 141 kilometrów od stolicy państwa, Tirany.